# Липновски окръг
Липновски окръг (на полски: Powiat lipnowski) е окръг в Централна Полша, Куявско-Поморско войводство. Заема площ от 1015,74 км2. Административен център е град Липно.

## География
Окръгът се намира в историческата област Добжинска земя. Разположен е в източната част на войводството.

## Население
Населението на окръга възлиза на 67 537 души (2012 г.). Гъстотата е 66 души/км2.

## Административно деление
Административно окръгът е разделен на 9 общини.
Градска община:
- Липно

Градско-селски общини:
- Община Добжин над Висла
- Община Скемпе

Селски общини:
- Община Бобровники
- Община Велге
- Община Кикол
- Община Липно
- Община Тлухово
- Община Хростково

## Галерия
- Добжин над Висла
- Липно
- Скемпе